# Guldborg
Guldborg is een havenplaats met zo'n 600 inwoners, die grotendeels op het Deense eiland Lolland ligt. Een klein deel ligt aan de andere kant van de naar de plaats vernoemde Guldborgsund op het eiland Falster. Beide delen worden verbonden door de Guldborgsundbrug.
De plaats maakt sinds 2007 deel uit van de naar de zeestraat vernoemde gemeente, daarvoor behoorde Guldborg tot de gemeenten Sakskøbing (Lollands deel) en Nørre Alslev (Falsters deel).